# Cuautitlán
Cuautitlán – miasto w środkowym Meksyku, w stanie Meksyk. Liczy 126 000 mieszkańców (1 lipca 2014 roku).